# Afonso Celso de Assis Figueiredo
Afonso Celso de Assis Figueiredo, llamado vizconde de Ouro Preto, (Ouro Preto, 21 de febrero de 1836 — Río de Janeiro, 21 de diciembre de 1912) fue un abogado y político brasileño que dirigió el último gabinete ministerial en ejercicio del Imperio del Brasil en 1889.
Elegido senador del Imperio por la provincia de Minas Gerais, entró al Parlamento de Brasil en 1879, ocupando los cargos de secretario de Policía, inspector de la Tesorería Provincial y procurador. Partidario de la monarquía y del liberalismo, fue ministro de Marina y de Hacienda, habiéndose adherido también al abolicionismo. En premio a sus servicios, don Pedro II le dio a Assis Figueiredo el título de vizconde de Ouro Preto en junio de 1888, fecha cuando asumió el poder su gabinete de ministros. 
Siguiendo políticas favorables a la consolidación de la monarquía imperial Assis Figueiredo trató de mantener la adhesión de las élites terratenientes al Imperio. Ello resultó difícil pues la abolición de la esclavitud sin pago de indemnizaciones, como resultado de la Ley Áurea de mayo de 1888, había causado la impopularidad de la monarquía entre las élites políticas y financieras. Assis Figueiredo fue el último jefe de gobierno del Imperio y en tal condición quedó arrestado por la revuelta republicana del 15 de noviembre de 1889, partiendo de inmediato al exilio. 
Pronto se le permitió volver a Brasil, donde se desempeñó como profesor de derecho civil en la Facultad Libre de Ciências Jurídicas e Sociais de Río de Janeiro, dedicando el resto de su vida a la enseñanza. Falleció en Río de Janeiro en 1912.